# 丸山敦史
丸山敦史（Maruyama Atsushi，1983年6月11日—），出生於日本東京都，曾所屬事務所Burning Publishers Co., Ltd旗下演員。

## 簡歷
- 大學畢業後一次偶然機會觀賞了音樂劇《We Will Rock You》受感動而投身演藝事業。
- 2007年飾演電視劇《風魔小次郎》中紫炎一角出道。其後也擔任舞台劇版《風魔小次郎》之同一角色。
- 2008年9月飾演舞台劇《最遊記歌劇傳-Go to the West-》中沙悟淨一角。
- 2013年飾演電視劇《獸電戰隊強龍者》中空蟬丸／強龍金（港譯：獸電金戰士）一角而人氣飆升。
- 2021年10月31日，長年所屬事務所Burning Publishers退所並開設Twitter發表。

## 人物
- 身高182cm。雙子座。血型：B型。慣用手：左手。
- 持有初中社會科及高中日本歷史科之教師執照。
- 熱愛日本史，尤其幕末及戰國時代。尊敬的武將為大谷吉繼。
- 興趣是旅遊、舞台・電影鑑賞、詩詞閲讀（常讀著名詩人相田みつを的作品）。
- 喜愛的電影包括香港電影《無間道》等，欣賞劉德華、梁朝偉等演員。[1]
- 2009年7月24日從Ameba Blog轉移至Diamond Blog，另於手機網站Visual Boy每週五持續更新。[2]
- 幼兒園時夢想是成爲《高速戰隊渦輪連者》，多年後演出《獸電戰隊強龍者》終成爲超級戰隊的一員。
- 2013年與共同演出《獸電戰隊強龍者》的金城大和組成了「自稱」地下偶像團體——「昭和的氣味」（昭和のニオイ），並於雜誌《HERO VISION》進行爲期一年的專欄連載。
- 2015年7月9日Diamond Blog正式關閉，官方部落格轉回最初使用的Ameba Blog。

## 演出作品

### 電視劇
- 風魔小次郎（2007年．TOKYO MX電視台[3]）：飾演 紫炎
- 再婚一直線! 第26話～（2008年．TBS電視台） ：飾演 池波翔吾
- 超人歌田（2009年、WOWOW電視台） - 青山真二 役
- 怨屋本舗REBOOT第7～8話（2009年．東京電視台[4]）：飾演 田丸孝司
- 警視廳繼續捜査班 第4話（2010年8月12日．朝日電視台）：飾演 若木
- 戰國疾風傳 二人軍師～助秀吉獲得天下的男人們 （2011年1月2日．東京電視台）：飾演  尼子勝久
- 美咲NumberOne!! 第1話（2011年1月12日．富士電視台）：飾演 黒服
- 破婚之條件（2011年8月26日．富士電視台）：飾演 水島敦
- UNFAIR  the special ～double・meaning二重定義～（2011年9月23日．富士電視）：飾演 坂本高志刑事
- 惡女們的刃物（2011年12月9日．富士電視台）：飾演 男護士（丸山和也）
- 落下之鬼　刑事澤千夏（2012年2月1日．東京電視台）：飾演 辻井健太郎
- 十津川警部系列47　熱海・湯河原殺人事件（2012年4月16日．TBS電視台）：飾演 長友進
- UNFAIR  spin off～double・meaning系列～Yes or No？（2013年3月1日．富士電視台）：飾演 坂本高志刑事
- 獸電戰隊強龍者（2013年4月14日 - 2014年2月9日．朝日電視台[5]）：飾演 空蟬丸 ／強龍金（聲）
- 同窗生〜人生談三次戀愛〜（2014年7月10日 - 2014年9月11日．TBS電視台[6]）：飾演 HIRO(永瀬HIROTO)
- 國王戰隊帝王者（2023年10月8日．朝日電視台）：聲演 強龍金（第32話）

### 電影
- SAKURA、SAKURA〜武士科學家・高峰讓吉的生涯〜（2010年[7]）：飾演 上中啓三
- 假面騎士×超級戰隊×宇宙刑事 超級英雄大戰Z（2013年）：飾演 空蟬丸 ／強龍金（聲）
- 劇場版 獸電戰隊強龍者 GABURINCHO OF MUSIC (2013年) ：飾演 空蟬丸 ／強龍金（聲）
- 獸電戰隊強龍者VS GO-BUSTERS 恐龍大決戰！再見了永遠的朋友啊 (2014年) ：飾演 空蟬丸 ／強龍金（聲）
- 我們是獎金收益團 ※TOEI HERO NEXT 第4弾(2014年[8])：飾演 金原壽朗
- 烈車戰隊特急者VS強龍者THE MOVIE (2015年)  ：飾演 空蟬丸 ／強龍金（聲）
- Mr. MAXMAN（2015年10月17日公開）：飾演 島崎英二
- KABUKI DROP（2016年6月25日公開）：飾演 三日月/丸山敦史本人
- Bros．MAXMAN（2017年1月7日公開）  ：飾演 島崎英二
- 假面騎士×超級戰隊　超 超級英雄大戰（2017年3月25日公開）：飾演 空蟬丸 ／強龍金（聲）
- 王樣戰隊帝王者VS強龍者（2024年4月26日公開）：飾演 空蟬丸 ／強龍金（聲）
- N.Y.MAXMAN（公開日未定）：飾演 島崎英二

### 網劇
- 神兒遊助能提起精神的戀愛（2009年．BeeTV）：飾演 京平
- 30派遣女就職的方法（2010年．BeeTV） ：飾演 青年
- 湘南☆夏戀物語（2011年8月1日．BeeTV）：飾演 北沢光太郎

### 廣告
- BANDAI「強龍金變身系列」（2013年）

### 舞台劇
- 舞台版 風魔小次郎（2008年3月．新宿Theater Apple） ：飾演 紫炎
- Chotto×3=Doppelgänger （2008年2月．Theater風姿花傳）
- 最遊記歌劇傳 -Go to the West-（2008年9月．天王洲銀河劇場） ：飾演 沙悟浄
- 最遊記歌劇傳 -Dead or Alive-（2009年3月/4月．Sunshine劇場/Theater BRAVA！）：飾演 沙悟浄
- 殺手SHU ～SHOOT・ME～（2009年9月．銀座博品館劇場） ：飾演 衝浪人
- 塔克拉瑪干（2010年3月．日暮里Sunny Hall） ：飾演 HARUKI
- Reverse Historica（2010年5月．六行会Hall）：飾演 浜崎 / 明智光秀
- SAMURAI 7 （2010年11月/12月．青山劇場）：飾演 兵庫
- MISSING LINK（2011年9月．Theater Sun Mall）：飾演 山田YASUSHI
- SAMURAI 7 （2012年3月/4月．青山劇場）：飾演 兵庫
- Model’s Heart（2012年4月．文化Theater BX Hall）：飾演 面道ATARU
- 推理要在晚餐後 （2012年8月/9月．天王洲銀河劇場）：飾演 細山照也
- 里見八犬傳 （2014年10月/11月/12月[9]．新国立劇場中劇場(東京)／Theater BRAVA！(大阪)／北九州Soleil Hall(九州)／Alpha ANABUKI(香川)／南總文化Hall(千葉)）：飾演 犬村大角
- CURRY LIFE（2015年月10月[10]．Zepp Blue Theater六本木）：飾演 KOJIROU
- 我們是獎金收益團（2015年月12月．Theater 1010）：飾演 金原壽朗
- 刀舞鬼（2016年月2月．天王洲銀河劇場 等）：飾演 三日月
- 闇獵人（2016年月5月．天王洲銀河劇場 等）：飾演 皇 靜馬
- 真田十勇士（2016年月9月．新國立劇場中劇場 等）：飾演 由利 鐮之助
- 再見了我們是獎金收益團（2017年月2月．Theater 1010）：飾演 金原壽朗
- 里見八犬傳 （2017年4月-5月[11]全國巡迴公演)：飾演 犬村大角

### 其他作品
- 獸電戰隊強龍者 出現了！ 盛夏的Armed On祭!!（2013年）：飾演 空蟬丸 ／強龍金（聲）
- 歸來的獸電戰隊強龍者 100 Years After（2014年[12]）：飾演 UPPY ／強龍紫（聲）／空蟬丸 ／強龍金（聲）

### 電子書
- 「現在，這裡。」感謝的会合　~祝★三十路記念~　丸山敦史
- 電子寫真集Real faces丸山敦史 No.01～04

### 個人影像作品
- Real faces丸山敦史（2014年4月18日發售）
- BotsNew（页面存档备份，存于） x Visual Boy， 同居～丸山敦史～

## 外部連結
- 丸山敦史官方部落格-Ameba Blog「いま、ここ」（页面存档备份，存于）
- 丸山敦史官方部落格-Diamond Blog「いま、ここ」（页面存档备份，存于）（2015年7月9日關閉，過往日誌已全面移至AmebaBlog）

| 前任： 松本寬也 （特命戰隊Go Busters） | 日本超級戰隊系列金色戰士演員 獸電戰隊強龍者 2013年2月17日-2014年2月9日 | 繼任： 多和田秀彌 （手裏劍戰隊忍忍者） |